# Johannes Kolrose
Johannes (ou Johann) Kolrose (ou Kolross, appelé Rhodonthracius) était un poète allemand, philologue et pédagogue né vers 1487 à Kirchhofen, dans l'archiduché d'Autriche et décédé en 1560 à Bâle.
On sait très peu de chose sur sa vie mais il est enregistré le 10 août 1503 à l'école à Fribourg et commence sa carrière en 1529 en tant que chef de l'école primaire de garçons à Bâle. En 1530, il a écrit à Bâle un manuel pour l'orthographe sous le titre Enchiridion et est connu comme dramaturge populaire.
Il a écrit plusieurs cantiques dont un a été repris par Johann Sebastian Bach dans sa cantate BWV 37.

## Sources
- (de) Notice sur zeno.org
- (en) Biographie sur Bach-cantatas.com